# Cesair
Cesair, dans la mythologie celtique irlandaise, est la première femme à vivre en Irlande durant cinquante jours avant le Déluge, qui va anéantir tout son peuple, à l’exception d’un seul homme, Fintan. Le sens de son nom est « averse », « grêle ».

## Origines bibliques
Les clercs qui ont retranscrit cette légende de l’Irlande celtique l’ont fortement christianisée puisque Cesair (ou Cessair) s’inscrit dans une « généalogie biblique » : elle est la fille de Bith, un fils de Noé, la mère étant Birren. Quand Bith se voit refuser une place dans l’Arche de Noé avant le Déluge, Cesair prend le commandement d’une troupe de cinquante femmes, accompagnées de trois hommes : Bith, Fintan et Ladra. Ils embarquent pour une navigation de sept ans qui va les mener en Irlande.
La filiation avec Noé et le rapprochement avec la tradition biblique est un rajout tardif, dû aux clercs irlandais qui ont retranscrit le mythe au Moyen Âge.

## Occupation de l’Irlande
Au terme de cette errance, ils débarquent en Irlande, en un lieu nommé Dún na mBarc ( situé à Bantry Bay dans le Comté de Cork), 2958 ou 2361 ans avant Jésus Christ, selon les sources.
Les trois hommes ont épousé toutes les femmes, dix-sept pour Fintan (dont Cesair), dix-sept pour Bith et seize pour Ladra. Bith meure de maladie, alors ses veuves épousent les deux hommes restants et quand Ladra meurt à son tour, Fintan devient le mari de toutes les femmes. Cesair meurt six jours avant le Déluge qui extermine tout son peuple, à l’exception de Fintan qui se transforme en saumon. Après de nombreuses transformations animales, il redevient un homme, pour raconter l’histoire du peuple de Cesair.
Une légende similaire substitue Banba des Tuatha Dé Danann à Cessair, dans ce peuplement mythique de l’Irlande par cinquante femmes et trois hommes. Ils débarquent deux cent quarante ans avant le déluge et meurent tous de la peste.